# Augusta Nekolová-Jarešová
Augusta Nekolová-Jarešová, křtěná Augusta Marie (7. července 1890 Jablonná u Benešova – 14. září 1919 Kutná Hora), byla česká malířka, kreslířka, ilustrátorka a grafička. Dobová kritika ji označila za nejnadanější českou malířku.

## Život
Narodila se v obci Jablonná do početné rodiny vrchního nadlesního Františka Nekoly a jeho ženy Julie rozené Chodounské, jako předposlední z deseti dětí. Starší sestra Marie se po 1. světové válce stala divadelní a filmovou herečkou a spisovatelkou. Od dětství ráda kreslila a její značný talent rozhodl o jejím dalším životě. Záhy se celá rodina přestěhovala do Prahy a v roce 1904 se Augusta přihlásila ke studiu na všeobecné škole dámského kreslení při Uměleckoprůmyslové škole v Praze, kde v letech 1904–1910 studovala u prof. Josefa Schussera, Jakuba Schikanedera a Jana Preislera.
V roce 1909 podnikla s několika přáteli pěší túru na Slovensko a do Uher, kam je zavedl zájem o lidový kroj. V letech 1908–1910 byla členkou "Mayer-Klubu" a od roku 1909 až do své předčasné smrti členkou Umělecké besedy. Během studia se seznámila se svým budoucím manželem malířem Jaroslavem Jarešem, za kterého se v roce 1912 formálně provdala a mezi léty 1915-17 pak měli společný ateliér v Divoké Šárce. Krátce pobývala a tvořila v Krušovicích u malíře Václava Rabase a léto roku 1915 strávila u své sestry Milady ve Smiřicích, kde malovala zdejší krajinu, portréty tamních lidí a namalovala portrét svého strýce prof. Karla Chodounského. Později v letech 1915–1916 namalovala svá nejvýznamnější díla, „Variace Mateřství“ a „Matka.“. Během 1. světové války se neustále potýkala s finanční nouzí a dlouhodobé strádání ji podlomilo zdraví a podobně jako její sestra Růžena a řada dalších lidí se nakazila tuberkulózou. V letech 1917 až 1919 se její zdravotní stav zhoršil. V roce 1917 namalovala své vrcholné dílo „Rekonvalescenti“ a nakreslila ilustrace k Jiráskovu Temnu, které však nebyla realizovány neboť se nenašel vydavatel. Na sklonku 1. světové války se z Prahy odstěhovala do Starého Kolína a v zimě roku 1918 byla poprvé hospitalizována v nemocnici. Po několika měsících beznadějného léčení zemřela 14. září 1919 v kutnohorské nemocnici. Pohřbena byla na Vyšehradském hřbitově v Praze.

## Výstavy (výběr)

### Autorské
- 1921 – Posmrtná výstava Gusty Nekolové-Jarešové, Obecní dům, Praha
- 1953 – Gusta Nekolová, Alšova síň Umělecké besedy, Praha
- 2013 – Augusta Nekolová: Sen o ženě, vlasti a umění, Galerie moderního umění v Hradci Králové, Hradec Králové

### Společné
- 1928 – Československé výtvarné umění 1918 – 1928, Brno
- 1933 – Jubilejní výstava Umělecké Besedy, Obecní dům, Praha
- 1942 – Opuštěná paleta, Topičův salon, Praha
- 1957 – Výstava nákupů Národní galerie, Obecní dům, Praha
- 1959 – Moderní české malířství II (léta dvacátá), Dům umění města Brna, Brno
- 1963 – Sto let Umělecké besedy, Jízdárna Pražského hradu, Praha
- 1964 – Český a slovenský lid ve výtvarném umění, Zámek Strážnice, Strážnice
  - Český a slovenský lid ve výtvarném umění, Slovácké muzeum, Uherské Hradiště
- 1965 – Moderní česká kresba, Palác Kinských, Praha
  - Moderní česká kresba, Dům umění města Brna, Brno
- 1971 – Český portrét, Alšova jihočeská galerie v Hluboké nad Vltavou, Hluboká nad Vltavou
- 1973 – České malířství XX. století ze sbírek Národní galerie: Díl II. Generace Osmy, Tvrdošíjných, Umělecké besedy, Sbírka moderního umění, Praha
  - Augusta Nekolová, Jaroslav Jareš: Výběr z díla, Středočeská galerie, Praha
- 1976 – Augusta Nekolová, Jaroslav Jareš: Obrazy, kresby, Oblastní galerie v Liberci, Liberec
- 1980 – Umělecká beseda ve sbírce Středočeské galerie, Kulturní dům Josefa Suka, Sedlčany
- 1982 – České výtvarné umění 19. a 20. století, Výstavní a koncertní síň, Mladá Boleslav
- 1983 – Středočeská galerie – přírůstky sbírek 1972–1983, Středočeská galerie, Praha
- 1987 – Český portrét 1877 – 1987, Středočeská galerie, Praha
- 1988 – Umělecká beseda k 125. výročí založení, Mánes, Praha
- 1991 – Tschechischer Kubismus: Architektur und Design 1910–1925, Vitra Design Museum, Weil am Rhein
- 1992 – Le cubisme tchèque: Architecture et design, 1910–1925, Centre canadien d'architecture (CCA), Montreal
- 1994 – Mezery v historii (1890 – 1938). Polemický duch Střední Evropy – Němci, Židé, Češi,Městská knihovna Praha, Praha

## Zastoupení ve sbírkách
- Galerie moderního umění v Hradci Králové
- Galerie Středočeského kraje (GASK), Kutná Hora
- Národní galerie v Praze
- Národní galerie v Praze, archiv, Praha
- Oblastní galerie v Liberci
- Památník národního písemnictví, Praha

## Galerie

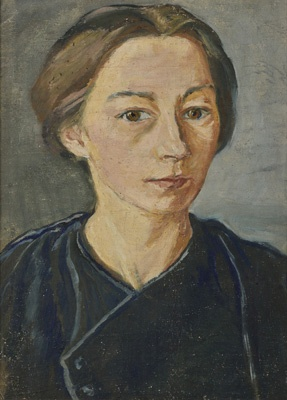
Autoportrét
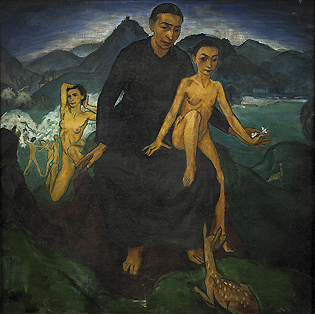
Matka
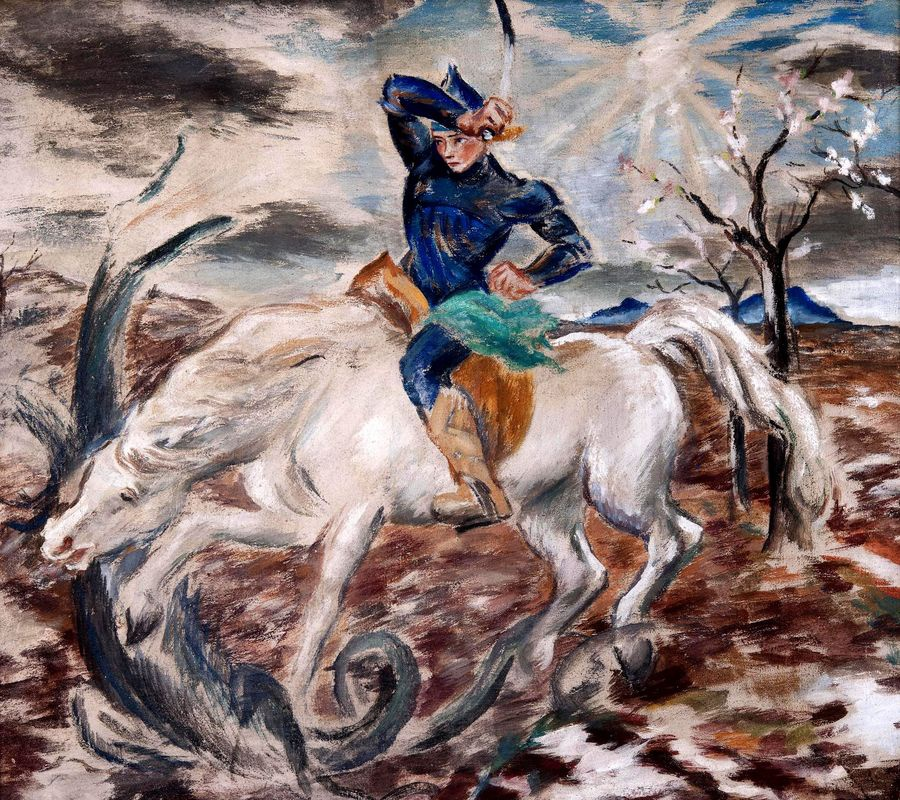
Svatý Jiří
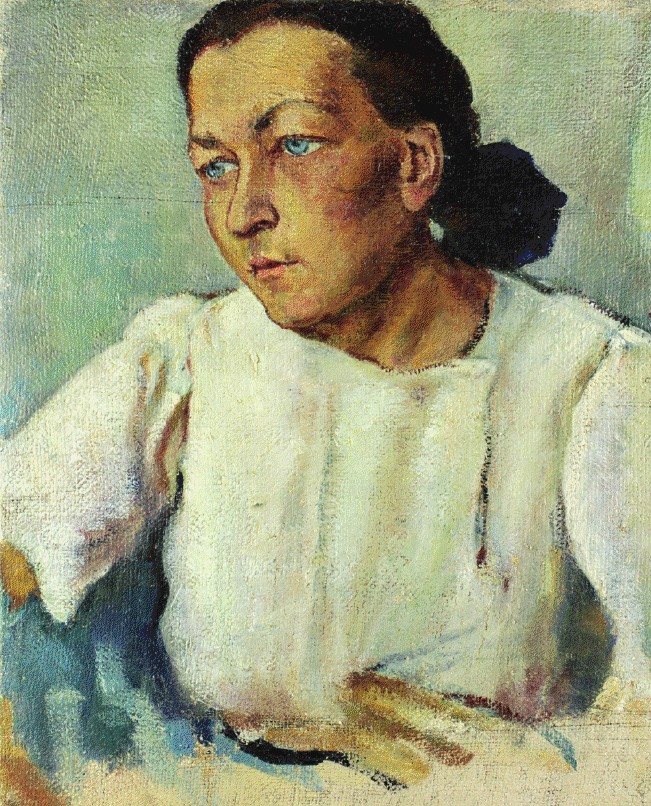
Portrét ženy (patrně autoportrét)
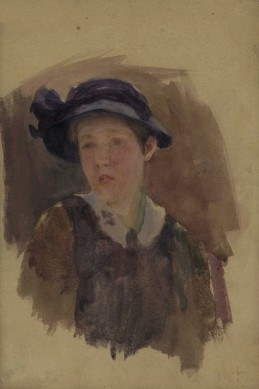
Portrétní studie
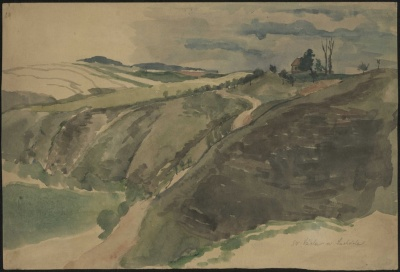
Sv. Václav u Suchdola, kresba
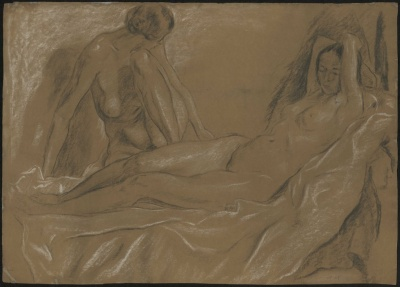
Dva dívčí akty, kresba